# 브레이브 프론티어
브레이브 프론티어(Brave Frontier)는 아림(A-Lim)이 개발하고 퍼블리싱한 일본의 모바일 롤플레잉 게임으로, 원래는 애플의 iOS용이었고 이후에는 안드로이드 (운영체제) 및 킨들 파이어용으로 출시됐다. 2013년 7월 3일 아림에 의해 일본에서 처음 출시되었으며, 이후 구미에서 전 세계에 출시되었으며 구미 아시아와 구미 유럽의 2개 지역에서 관리된다. 브레이브 프론티어 2라는 속편 게임은 2018년 2월 22일 일본에서만 출시되었으며, "Brave Frontier: The Last Summoner"라는 글로벌 독점 속편은 2018년 3분기에 출시가 예정됐다. 이 게임은 2018년 2월 22일에 모든 플랫폼과 지역에서 모든 서비스를 종료했다. 2022년 4월 27일. 이 결정은 3월 30일 아림이 내린 결정이다.

## 스토리
그란가이아의 땅은 수년 전 일어난 인간과 신 사이의 전쟁으로 황폐화된 세계이다. 신비의 장막으로 둘러싸인 땅이지만, 동료 신들을 배신한 타락한 네 신이 특정 지역을 정복하면서 혼란에 빠진 땅이다. 혼란스러운 가운데, 엘가이아의 수도 랜달의 제국군과 아크라스 서머너즈 홀은 타락한 신들과 마족 군단이 불러일으키는 혼란을 처리하기 위해 최선을 다하고 있지만, 그들을 밀어내지는 못했다. 그러나 그 혼란 속에서 루키우스라는 신은 사신으로부터 그란가이아를 해방시키기 위해 영웅을 소환한다.